# Der Befreier
Der Befreier (im Original: The Liberator) ist eine US-amerikanisch-polnische, mit Trioscope animierte Kriegs-Drama-Miniserie aus dem Jahr 2020, die am 11. November 2020 von Netflix als Netflix Original veröffentlicht wurde und auf dem Sachbuch Der Befreier: Die Geschichte eines amerikanischen Soldaten im Zweiten Weltkrieg von Alex Kershaw basiert.

## Handlung
Am 9. September 1943 startet unter dem Decknamen Operation Avalanche die Landung der US-Truppen an der italienischen Küste. Um die deutsche Wehrmacht zu überraschen, wurde von einer Bombardierung aus der Luft abgesehen. Tatsächlich sind die Deutschen wenig überrascht und die US-Amerikaner stoßen auf eine starke Gegenwehr, sodass die Operation kurz vor dem Scheitern steht und nur mit einer großen Anzahl an Verlusten gewonnen wird. Teil dieser Operation sind die Männer des 157. Infanterie-Regiments der 45. Division aus Oklahoma, einer Einheit der Nationalgarde, die sich überwiegend aus Cowboys, amerikanischen Ureinwohnern und mexikanischen Einwanderern zusammensetzt. Über 500 Tage kämpft das Regiment unter dem Kommando von Felix L. Sparks an verschiedenen Kriegsschauplätzen in Europa. Besonders die Schlacht von Anzio bedeutete hohe Verluste für die Einheit. Nach Sparks Beförderung unterstehen ihm mehrere Regimente, die während des Unternehmens Nordwind in den Vogesen der 6. SS-Gebirgs-Division „Nord“ gegenüber stehen. Im Häuserkampf um Aschaffenburg kapituliert der Festungskommandant Major Emil Lamberth am 3. April 1945 gegenüber Sparks. In seiner letzten Operation ist das 157. Regiment an der Erschießung von SS-Männern bei der Befreiung des KZ Dachau beteiligt, wonach es zu Ermittlungen gegen Sparks kommt.

## Hintergrund
Basierend auf dem Sachbuch Der Befreier: Die Geschichte eines amerikanischen Soldaten im Zweiten Weltkrieg von Alex Kershaw konzipierte Jeb Stuart die Drehbücher zur Serie. Grzegorz Jonkajtys zeigte sich für die Regie verantwortlich. Der Befreier ist eine Produktion der US-amerikanischen A+E Studios und Unique Features in Koproduktion mit dem polnischen Produktionsunternehmen Opus Film.
Die Dreharbeiten fanden von Ende Februar bis Mitte April 2019 in Lodz statt. Die anschließende Animation mit dem Trioscope-Enhanced-Hybrid-Animationsverfahren, das erlaubt CGI und Live-Action-Performances so miteinander zu verbinden, dass die Emotionen und Schauspielleistungen präzise in animierte Bilder übertragen werden können, erfolgte durch School of Humans in Atlanta. Der Befreier ist die erste Produktion, die nach diesem neuartigen Verfahren hergestellt wurde.
Der erste Trailer wurde Ende Oktober 2020 veröffentlicht, die Serie erschien am US-amerikanischen Veterans Day, dem 11. November 2020.

## Episodenliste
| Nr. | Deutscher Titel          | Originaltitel   |
| --- | ------------------------ | --------------- |
| 1 | Warum wir kämpfen        | Why We Fight    |
| 2 | Ein einziges Wort: Anzio | One Word: Anzio |
| 3 | Der Feind                | The Enemy       |
| 4 | Nach Hause               | Home            |
| Bei allen Folgen ist das Drehbuch von Jeb Stuart und Grzegorz Jonkajtys führte Gegie. Alle Folgen wurden weltweit am 11. November 2020 auf Netflix veröffentlicht. |                          |                 |

## Rezeption
Thomas Radlmaier von der Süddeutschen Zeitung titelte "Grusel statt Geschichte" und attestierte: "Mit historischen Fakten nehmen es die Macher nicht so genau."
Bereits vor der Veröffentlichung zeigten sich Kritiker begeistert über die Bilder, die nach dem neuen Animationsverfahren entstanden sind, so schreibt Christoph Petersen für Filmstarts, die neue Netflix-Serie sehe „hammermäßig aus.“ James Clark von Task & Purpose schreibt: „absolut fantastisch“ (absolut fantastic), J. D. Simkins spricht davon, dass sie unglaublich (incredible) aussehe.
Der Wertungsaggregator Rotten Tomatoes errechnete aus den Kritiken von 13 Kritikern eine Weiterempfehlungsrate von 69 Prozent, bei einer durchschnittlichen Bewertung von 7,30 von 10 Punkten. Im Konsens der Kritiken wird die Animation gelobt, die klischeehafte Erzählung und die Standardfiguren verhindern aber ein besseres Abschneiden.